# Sadler, Texas
Sadler là một thành phố thuộc quận Grayson, tiểu bang Texas, Hoa Kỳ. Năm 2010, dân số của xã này là 343 người.

## Dân số
- Dân số năm 2000: 404 người.
- Dân số năm 2010: 343 người.